# Maserati 4CM
La 4CM è un'autovettura monoposto da competizione costruita dalla Maserati dal 1932 al 1938. Fu prodotta in diverse serie, che si contraddistinguevano dalla cilindrata del motore installato, che erano rispettivamente di 1100, 1500, 2000 e 2500 cm³. La versione 1100 fu la prima monoposto costruita dalla Maserati, e fu assemblata dal 1932 al 1937. La 1500 fu costruita dal 1934 al 1938, la 2000 nel 1933 e la 2500 dal 1934 al 1937.

## Il contesto
La 1100 traeva origine dalla meccanica della 4CTR, opportunamente modificata e migliorata. Aveva installato anche dei freni idraulici con due pompe e due circuiti, cioè un sistema migliore rispetto alle soluzioni precedentemente utilizzate, vale a dire a cavi d'acciaio. Fu preparata una versione da 440 kg, dopo un'intermedia da 470 kg, con una potenza del motore di 145 CV a 6500 giri al minuto. Nel 1937 fu realizzata l'ultima variante, che aveva il telaio e la carrozzeria affini alla 6CM.
La 1500 nacque sull'onda dell'interesse nei riguardi della sua classe, e portò a parecchi ordini anche dall'estero.

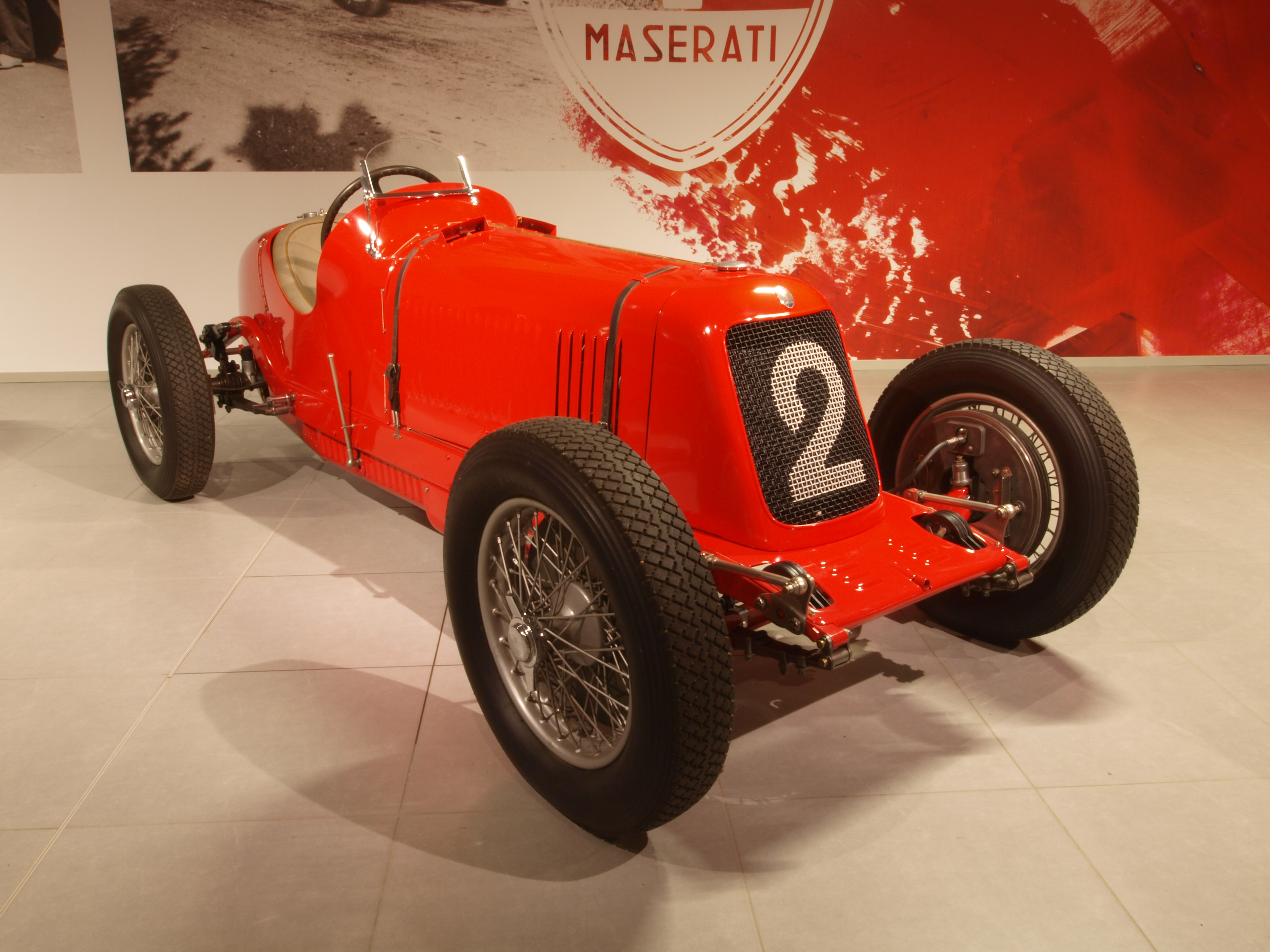
La Maserati 4CM 2000

La 2000 fu fabbricata in un unico esemplare, custodito al Montague Museum di Beaulieu, nel 1933. Montava un 4 cilindri con un'eccezionale coppia diffusa per buona parte del regime di rotazione e aveva il gruppo dello sterzo posizionato lateralmente al motore, e dunque il posto del pilota era leggermente di lato. Alcune fonti riportano l'esistenza di un secondo modello, l'archivio storico della Maserati conferma la presenza di un altro esemplare, ma con propulsore di cilindrata 2500.
Nel 1933 fu realizzato un motore da 2500 cm³, affiancato alla 2000 da cui traeva origine. Era destinato alla categoria Grand Prix. Il propulsore fu poi accoppiato ad un telaio decisamente superato, con freni a comando meccanico ed un passo un po' più lungo di quello installato sulla 2000. Anche la 2500 era un esemplare unico.

## Le competizioni
La 4CM 1100 si aggiudicò la terza posizione al Nürburgring nel 1932 per la categoria 1500 (prima tra le 1100 di cilindrata), oltre a vincere altre gare in altre competizioni. Conseguì anche importanti risultati con Giuseppe Furmanik con la variante più leggera di 470 kg e carrozzeria aerodinamica realizzata da Viotti.. Il 3 giugno 1937, sulla Firenze-Mare, con tale vettura Furmanik riuscì a conquistare il record mondiale sul miglio lanciato per la categoria 1500, facendo registrare la velocità di 237,623 km/h, precedentemente fissato dallo statunitense Arthur Duray a 230,621 km/h, il 25 agosto 1929.
Per la 1500 la concorrenza fu ostinata, con la Delage ed il suo 8 cilindri, e la ERA con il suo 6 cilindri di derivazione Riley. Nonostante questo la 4CM 1500 si impose al Nürburgring nel 1934, quando Luigi Castelbarco conquistò la vittoria. Il 13 giugno del 1937 al "Gran Premio 1500" di Firenze le prime quattro classificate furono Maserati, con René Dreyfus in testa.
La prima gara della 2000 fu nel 1933 durante la Coppa Ciano, e fu guidata da Giuseppe Campari che ottenne buoni risultati sfruttando le sue caratteristiche principali, vale a dire la tenuta di strada e l'accelerazione. Il modello poi fu dato ad Ippolito Berrone che la guidò con successo in gare europee di seconda importanza.
La 2500 fu affidata a Piero Taruffi, che prese parte al Gran Premio di Monaco ritirandosi mentre occupava la quarta posizione, migliore dei piloti Maserati. In seguito il motore, dopo una rottura, fu risistemato su un telaio di derivazione 4CM. Nel 1935 il modello fu riqualificato e guidato da Nino Farina. L'anno successivo fu preparata una nuova versione sportiva condotta da Carlo Felice Trossi, mentre nel 1937 il propulsore da 2500 di cilindrata fece la sua comparsa conclusiva su un telaio della 6CM, guidata da László Hartmann.

## Caratteristiche tecniche
L'accensione era singola con magnete Scintilla. L'alimentazione era forzata con un compressore tipo Roots. La distribuzione era a due valvole per cilindro disposte a V di 90°, con doppio albero a camme in testa. La lubrificazione era forzata con pompe di mandata e recupero. Il sistema di reffreddamento era a circolazione d’acqua con pompe centrifughe.
Il motore era a quattro cilindri in linea. La cilindrata era di 1088,4 cm³ per la 1100, 1495,7 cm³ per la 1500, 1970,4 cm³ per la 2000 e 2482,6 cm³ per la 2500. L'alesaggio e la corsa erano rispettivamente di 65 e 82 mm per la 1100, 69 e 100 mm per la 1500, 80 e 98 mm per la 2000, 84 e 112 mm per la 2500. Il rapporto di compressione era compreso tra 5:1 e 6:1 per la 1100, 6:1 per la 1500, 5,8:1 per la 2000 e per la 2500. La potenza massima erogata dal propulsore era di 90-125 CV a 5300-6000 giri al minuto per la 1100, 130-150 CV a 5600-6000 giri al minuto per la 1500, 165 CV a 5500 giri al minuto per la 2000 e 195 CV a 5300 giri al minuto per la 2500.
La carrozzeria era monoposto in alluminio per la 1100, la 1500 e la 2000, e biposto per la 2500. Il telaio era formato da due longheroni e traverse in profilati d'acciaio, con barre di torsione sull'avantreno per la 1100.
I freni erano a tamburo sulle ruote con comando idraulico. Le sospensioni erano formate da balestre e ammortizzatori a frizione. Lo sterzo era a vite senza fine e settore dentato. La trasmissione era formata da un cambio a 4 rapporti più la retromarcia.
La 1100 raggiungeva una velocità massima di 146 km/h, la 1500 giungeva a 190–230 km/h, la 2000 a 215 km/h e la 2500 a 220 km/h.